# Елк-Антелопе (газове родовище)
Елк-Антелопе (Elk-Antelope) — газове родовище в Папуа Новій Гвінеї, на північ від узбережжя затоки Папуа.
Станом на 2016 рік продовжується розвідка. Пробурено 6 розвідувальних свердловин та додатковий боковий стовбур на Antelope-1. Поклади вуглеводнів виявлено на глибині 1500—1800 метрів. Колектор — доломіти із гарними характеристиками резервуару.
Результати розвідки дають підстави сподіватись, що Елк-Антелопе може стати базою для додаткової лінії на заводі з виробництва зрідженого природного газу Papua New Guinea LNG (PNG LNG), а можливо і для двох ліній. Планується, що лінія (або лінії) будуть розміщені в затоці Caution Bay на території прилеглій до PNG LNG. Для доставки сюди видобутого газу потрібно буде прокласти трубопровід довжиною 340 км, в тому числі 75 км підводної ділянки.
Ресурси родовища згідно з оцінкою компаній Gaffney Cline & Associates та Netherland, Sewell & Associates за категоріями 2С (підтверджені та ймовірні) складають біля 280 млрд м³ в тому числі за категорією С1 (підтверджені) 181 млрд м³